# Jort Borgmans
Jort Borgmans (Valkenswaard, 20 september 2002) is een Nederlands voetballer die als doelman voor FC Eindhoven speelt.

## Carrière
Jort Borgmans speelde in de jeugd van SV Valkenswaard en FC Eindhoven. Hij zat in het seizoen 2019/20 enkele wedstrijden in de selectie van FC Eindhoven, maar maakte pas in het seizoen 2020/21 zij debuut. Dit debuut vond plaats op 9 oktober 2020, in de met 1-1 gelijkgespeelde thuiswedstrijd tegen Excelsior. Hij begon in de basis vanwege blessures bij de eerste keeper Ruud Swinkels en tweede keeper Thom Jonkerman.

## Clubstatistieken
| Seizoen                        | Club           | Land           | Competitie     | Competitie | Competitie | Beker | Beker | Overige | Overige | Totaal | Totaal |
| Seizoen                        | Club           | Land           | Competitie     | Wed.       | Dlp.       | Wed.  | Dlp.  | Wed.    | Dlp.    | Wed.   | Dlp.   |
| ------------------------------ | -------------- | -------------- | -------------- | ---------- | ---------- | ----- | ----- | ------- | ------- | ------ | ------ |
| 2019/20                        | FC Eindhoven   | Nederland      | Eerste divisie | 0          | 0          | 0     | 0     | 0       | 0       | 0      | 0      |
| 2020/21                        | FC Eindhoven   | Nederland      | Eerste divisie | 1          | 0          | 0     | 0     | 0       | 0       | 1      | 0      |
| 2021/22                        | FC Eindhoven   | Nederland      | Eerste divisie | 1          | 0          | 0     | 0     | 0       | 0       | 1      | 0      |
| 2022/23                        | FC Eindhoven   | Nederland      | Eerste divisie | 0          | 0          | 0     | 0     | 2       | 0       | 2      | 0      |
| 2023/24                        | FC Eindhoven   | Nederland      | Eerste divisie | 2          | 0          | 0     | 0     | 0       | 0       | 2      | 0      |
| Carrièretotaal                 | Carrièretotaal | Carrièretotaal | Carrièretotaal | 4          | 0          | 0     | 0     | 2       | 0       | 6      | 0      |
| Bijgewerkt op 28 augustus 2023 |                |                |                |            |            |       |       |         |         |        |        |